# Grande chasse aux sorcières de 1668-1676 en Suède

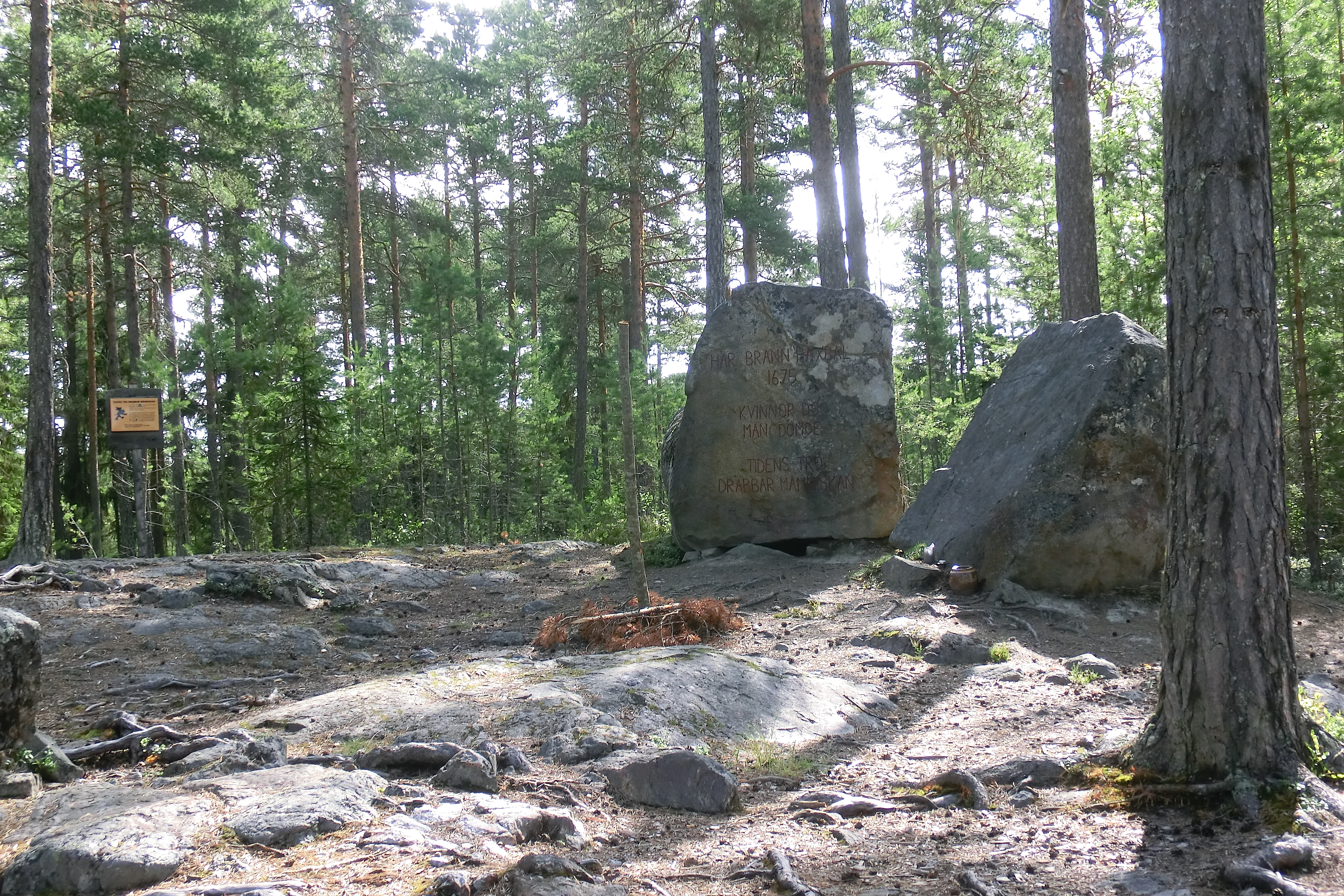
Mémorial pour le procès des sorcières de Torsåker de 1675

La Grande chasse aux sorcières de 1668-1676 en Suède ou det stora oväsendet (« le grand tumulte » en suédois) dure plus de huit ans sous le règne de Charles XI de Suède qui a causé un grand nombre de procès pour sorcellerie et près de 300 décès, en Suède, entre 1668 et 1676.
Avant ce paroxysme, quelques plus rares exécutions de prétendues sorcières sont documentées, comme celle de Elin i Horsnäs en 1611.
La série de procès de 1668 débute par les accusations d'une petite fille, Gertrud Svensdotter. Le premier de la Grande chasse aux sorcières est celui de Märet Jonsdotter. En 1669, le procès des sorcières de Mora mène à la première exécution collective.
La Grande chasse aux sorcières atteint son apogée en 1675 avec le procès des sorcières de Torsåker.

## Sources
- Bengt Ankarloo, Satans raseri (en suédois, La rage de Satan).
- Alf Åberg, Häxorna.De stora trolldomsprocesserna i Sverige 1668-1676, Novum Grafiska AB
- Södermalm i tid och rum, consulté le 28 mai 2012

- (sv) Cet article est partiellement ou en totalité issu de l’article de Wikipédia en suédois intitulé « Det stora oväsendet » (voir la liste des auteurs).